# Illaenus

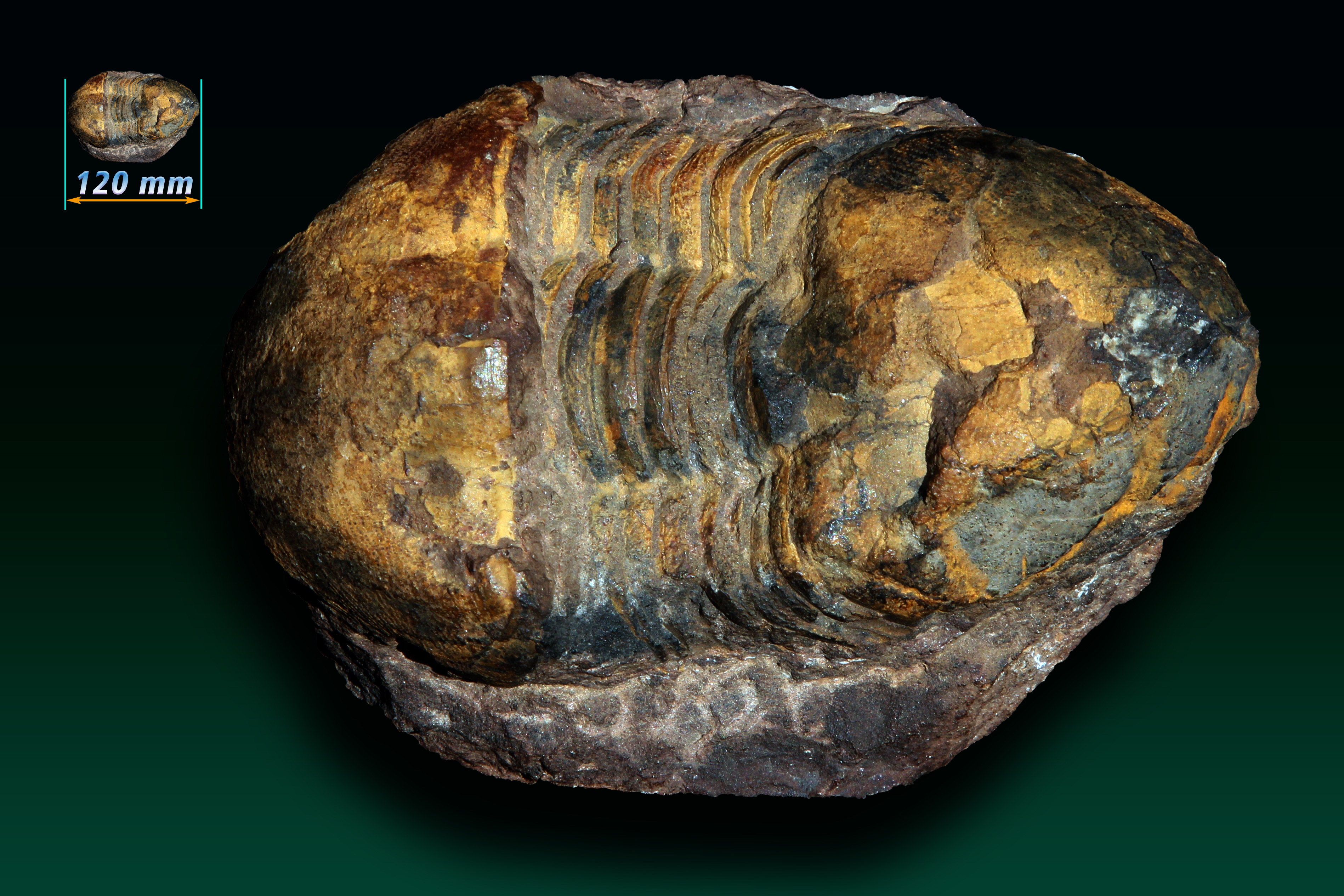
Trylobit Illaenus sp. (ordowik) - Zagora, Maroko.

Illaenus – wymarły rodzaj trylobitów, żyjący w okresie ordowickim i sylurskim. 
Opis:
Dość duży trylobit (kilka cm) o krótkiej, ale dość szerokiej tarczy tułowiowej złożonej z niezbyt licznych segmentów, dużej tarczy ogonowej i gładką tarczą głowowej ze słabo wyodrębnioną glabellą. Axis na tarczy ogonowej bardzo krótkie, tylko w przedniej części. Tarcza ta jest gładka, nieornamentowana. Wzgórków ocznych brak. 
Znaczenie:
Skamieniałości różnych gatunków Illaenus są istotnymi skamieniałościami przewodnimi w datowaniu ordowiku i syluru, zwłaszcza Europy i Ameryki Północnej. 
Występowanie:
Rodzaj kosmopolityczny, znany z Europy, Ameryki Północnej i Południowej, Azji i Australii. Występuje również w Polsce. 
Zasięg wiekowy:
ordowik – sylur
Wybrane gatunki o dużej wartości stratygraficznej:
- Illaenus tauricornis
- Illaenus katzeri
- Illaenus sarsi